# Battaglia di Peiwar Kotal
La battaglia di Peiwar Kotal venne combattuta il 28–29 novembre 1878 tra le forze dell'Impero britannico, comandate da Sir Frederick Roberts, ed un esercito  afghano guidato da Karim Khan, durante la fase iniziale della seconda guerra anglo-afghana. I Britannici ne uscirono vittoriosi, occupando lo strategico passo di Peiwar Kotal, che permetteva l'accesso in Afghanistan.

## Ordine di battaglia

### Reggimenti Britannici
- 10th Hussars
- 8th King’s Regiment
- 72nd Highlanders

### Reggimenti Indiani
- 12th Bengal Cavalry
- 5th Punjab Cavalry
- 21st Bengal Native Infantry (Punjabis)
- 23rd Bengal Native Infantry (Punjab Pioneers)
- 29th Bengal Native Infantry (Punjabis)
- 2nd Punjab Infantry, Punjab Frontier Force
- 5th Punjab Infantry, Punjab Frontier Force (Vaughan’s Rifles)
- 5th Gurkha Rifles
- 21st (Kohat) Mountain Battery (Frontier Force)
- 22nd (Derajat) Mountain Battery (Frontier Force)